# Nebivolol
Nebivolol je zaviralec beta receptorjev, ki se uporablja za zdravljenje visokega krvnega tlaka (hipertenzije) in srčnega popuščanja. Kot pri ostalih zaviralcih beta receptorjev je na splošno manj uporabljan v zdravljenju hipertenzije. Uporablja se lahko samostojno ali skupaj z drugimi zdravili za zniževanje krvnega tlaka. Jemlje se ga peroralno.
Med pogoste neželene učinke spadajo omotica, občutek utrujenosti, slabost in glavobol. Resni neželeni učinki lahko vključujejo srčno popuščanje in bronhospazem. Njegova uporaba v času nosečnosti in dojenja ni priporočljiva. Deluje tako, da blokira beta-1 adrenergične receptorje v srcu in širi krvne žile.
Nebivolol so patentirali leta 1983, v medicinsko uporabo pa je prišel leta 1997. Na tržišču so generična zdravila. Leta 2019 je bilo to 191. najpogosteje predpisano zdravilo v ZDA z več kot tremi milijoni receptov.

## Uporaba
Uporablja se za zdravljenje visokega krvnega tlaka in srčnega popuščanja, natančneje pri zdravljenju angine pektoris, za zmanjšanje srčnega utripa in kontraktilnosti. To je pomembno pri bolnikih, pri katerih je treba zmanjšati potrebo srca po kisiku s tem, da je kri, ki prihaja preko stenoziranih ali zoženih arterij, zadostna.
Zaviralci ACE, antagonisti receptorjev angiotenzina II, zaviralci kalcijevih kanalčkov in tiazidni diuretiki imajo na splošno prednost pred zaviralci beta receptorjev pri zdravljenju primarne hipertenzije ob odsotnosti sočasnih bolezni.

## Kontraindikacije
Nebivolol se ne sme uporabljati v naslednjih primerih:
- huda bradikardija
- srčni blok druge ali tretje stopnje
- bolniki v kardiogenem šoku
- dekompenzirano srčno popuščanje
- sindrom bolnega sinusa (razen če je na mestu že stalni srčni spodbujevalnik)
- bolniki s hudo okvaro jeter (razred B po Child-Pughu)
- bolniki, ki so preobčutljivi na katero koli sestavino zdravila

## Neželeni učinki
Med pogoste neželene učinke nebivolola spadajo:
- glavobol
- parestezija
- omotičnost
- počasen srčni utrip (bradikardija)

## Farmakologija in biokemija

### Beta-1 selektivnost
Zaviralci beta receptorjev pomagajo bolnikom s srčno-žilnimi boleznimi, da blokirajo receptorje podtipa beta-1, medtem pa so številni neželeni učinki teh zdravil posledica hkratne blokade beta-2 receptorjev. Zaradi tega zaviralci beta receptorjev, ki selektivno blokirajo le beta-1 adrenergične receptorje (imenovani kardioselektivni ali beta-1 selektivni zaviralci beta) povzročajo manj neželenih učinkov (na primer bronhokonstrikcija) kot tista zdravila, ki neselektivno blokirajo tako beta-1 kot beta-2 receptorje.
V laboratorijskih testiranjih, opravljenih na biopsiranem srčnem tkivu, se je nebivolol izkazal za najbolj beta-1 selektivnega od vseh testiranih zaviralcev beta receptorjev, saj je približno 3,5-krat bolj selektiven za beta-1 kot bisoprolol. Vendar pa je selektivnost učinkovin za receptorje pri ljudeh bolj zapletena in je odvisna od odmerka zdravila in genetskega profila bolnika, ki jemlje zdravilo. Učinkovina je zelo kardioselektivna pri 5 mg. Pri odmerkih nad 10 mg nebivolol izgubi kardioselektivnost in blokira tako beta-1 kot beta-2 receptorje. Čeprav je priporočeni začetni odmerek nebivolola 5 mg, so za zadosten nadzor krvnega tlaka včasih potrebni tudi odmerki do 40 mg. Ob tem je pomembno tudi, da nebivolol ni kardioselektiven, če ga jemljejo bolniki z genetsko zasnovo, zaradi katere slabo presnavljajo nebivolol (in druge učinkovine) ali z zaviralci CYP2D6. Kar 1 od 10-ih belcev in še več temnopoltih ljudi slabo presnavlja preko CYP2D6 in imajo zato manj koristi od kardioselektivnosti nebivolol, čeprav trenutno ni neposredno primerljivih študij.
Nebivolol je selektivni zaviralec receptorjev beta-1, hkrati pa deluje tudi kot agonist na receptorje beta-3.  Receptorji beta-3 so v žolčniku, sečniku in rjavem maščevju. Njihova vloga v žolčniku ni pojasnjena, v rjavem maščevju pa naj bi imeli vlogo pri lipolizi in termogenezi. V sečniku naj bi povzročali relaksacijo mišičja in preprečevali praznjenje mehurja oziroma uriniranje.
Zaradi encimske inhibicije fluvoksamin poveča izpostavljenost nebivololu in njegovemu aktivnemu hidroksiliranemu presnovku (4-OH-nebivolol) pri zdravih prostovoljcih.

### Vazodilatacijsko delovanje
Nebivolol je edinstven med zaviralci adrenergičnih receptorjev beta. Za razliko od karvedilola ima vazodilatacijski učinek, ki ga še krepi dušikov oksid (NO) s stimulacijo receptorjev beta-3. Skupaj z labetalolom, celiprololom in karvedilolom je eden od štirih zaviralcev receptorjev beta, ki imajo poleg učinka na srce tudi vpliv na razširitev krvnih žil.

### Antihipertenzivni učinek
Nebivolol znižuje krvni tlak z zmanjšanjem perifernega žilnega upora in znatno poveča iztisni volumen z ohranjanjem minutnega volumna. Neto hemodinamski učinek nebivolola je rezultat ravnovesja med zaviralnimi učinki blokade beta receptorjev in delovanjem, ki ohranja srčni iztis. Antihipertenzivni učinki so bili pri nebivololu bistveno višji kot pri placebu v preizkušanjih, ki so vključevala skupine bolnikov, ki so veljali za reprezentativne za ameriško populacijo s hipertenzijo, pri temnopoltih ljudeh in pri tistih, ki so prejemali sočasno zdravljenje z drugimi antihipertenzivi.

### Farmakologija stranskih učinkov
Več študij je pokazalo, da ima nebivolol manj tipičnih neželenih učinkov v primerjavi z drugimi zaviralci adrenergičnih receptorjev beta, kot so utrujenost, velika depresivna motnja, bradikardija ali impotenca. Vendar pa je po mnenju FDA Bystolic povezan s številnimi resnimi tveganji. To zdravilo je kontraindicirano pri bolnikih s hudo bradikardijo, srčnim blokom večjim od prve stopnje, kardiogenim šokom, dekompenziranim srčnim popuščanjem, sindromom bolnega sinusa (razen če je vstavljen stalni srčni spodbujevalnik), hudo okvaro jeter (Child-Pugh >B) in pri bolnikih, ki so preobčutljivi na katerokoli sestavino. Prav tako je zdravljenje s tem zdravilom povezano z opozorili glede nenadnega prenehanja zdravljenja, srčnega popuščanja, angine pektoris in akutnega miokardnega infarkta, bronhospastičnih bolezni, anestezije in večjih operacij, sladkorne bolezni in hipoglikemije, tirotoksikoze, periferne žilne bolezni in uporabe nedihidropiridinskih zaviralcev kalcijevih kanalčkov. Potrebni so tudi previdnostni ukrepi pri uporabi z zaviralci CYP2D6, okvarjenem delovanju ledvic in jeter ter anafilaktični reakciji. Zdravilo Bystolic je povezano tudi z drugimi tveganju, kar je opisano tudi v neželenih učinkih. V kliničnih študijah so namreč ugotovili številne neželene učinke, ki so se pojavili pri uporabi, z incidenco večjo ali enako 1% pri bolnikih in večjo pogostostjo kot pri bolnikih s placebom, vključno z glavobolom, utrujenostjo in omotico.

### Opozorilo FDA o reklamnih trditvah
Konec avgusta 2008 je FDA izdala opozorilno pismo podjetju Forest Laboratories, v katerem je opozorila na pretirane in zavajujoče trditve v njihovem oglasu glede superiornosti in novosti zdravila.

## Zgodovina
Leta 2001 je družba Mylan Laboratories pridobila pravice za nebivolol za ZDA in Kanado od družbe Janssen Pharmaceutica N.V. Nebivolol je trenutno registriran in tržen v več kot 50-ih državah. V ZDA se trži pod blagovno znamko Bystolic podjetij Mylan Laboratories in Forest Laboratories.
V Indiji je nebivolol na voljo pod imeni Nebula (Zydus Healthcare Ltd), Nebizok (Eris life-sciences), Nebicip (Cipla Itd), Nebilong (Micro Labs), Nebistar (Lupin Itd), Nebicard (Torrent), Nubeta (Abbott Healthcare Pvt Ltd – India) in Nodon (Cadila Pharmaceuticals). V Grčiji in Italiji nebivolol ponuja Menarini pod imenom Lobivon. Na Bližnjem vzhodu, v Rusiji in Avstraliji je registriran pod imenom Nebilet, v Pakistanu pa ga trži The Searle Company Limited pod imenom Byscard.